# ممبار
ممبار (به انگلیسی: Mumbar) یک روستا در پاکستان است که در پنجاب واقع شده‌است. ممبار ۲۲۹ متر بالاتر از سطح دریا واقع شده‌است.